# LibXML2
libxml2 è una libreria software per il parsing di documenti XML. È anche la base per un'altra libreria, che analizza i fogli di stile XSLT-1.0. È scritta in C, e fornisce collegamenti a C, C++, XSH, C#, Python, Kylix/Delphi e Pascal, Ruby, e PHP. È possibile accedervi da Perl utilizzando il modulo Perl XML::LibXML. È stata originariamente sviluppata per il progetto GNOME, ma può essere utilizzata anche al di fuori. Il codice libxml è altamente portatile, in quanto dipende solo da librerie standard ANSI C, ed è disponibile sotto la licenza MIT.